# Nível quântico
O nível ou escala quântica, também chamado de mundo quântico, é um termo preciso em física referente a escalas onde os efeitos mecânicos quânticos se tornam importantes quando estudados como um sistema isolado.  Normalmente, isso significa distâncias de 100 nanômetros (10−9 metros) ou menos ou a temperaturas muito baixas. Mais precisamente, é onde a ação ou momento angular é quantificado.